# Procureur de la Couronne
Pour un article plus général, voir Procureur du roi.
Un procureur de la Couronne (anglais: Crown Attorney ou Crown Counsel) est un avocat qui représente l'État dans le système judiciaire du Canada, notamment dans un procès pénal. Ceux-ci peuvent porter d'autres appellations selon le palier de gouvernement ou de la province où ils œuvrent, par exemple substitut du procureur général ou procureurs aux poursuites criminelles et pénales (Québec).
Le procureur de la Couronne représente la Couronne dans les procédures de droit criminel. Les procureurs de la Couronne peuvent travailler à la fois pour le gouvernement fédéral ou pour les provinces. Traditionnellement, les procureurs de la Couronne relevaient du Procureur général, soit l'officier public historiquement responsable de représenter la Couronne dans les procès criminels. Cependant, depuis le début des années 2000, les procureurs de la Couronne relèvent souvent d'un officier public indépendant du Procureur général, comme le Service des poursuites pénales du Canada au niveau fédéral ou le directeur des poursuites criminelles et pénales au Québec.

## Source
- (en) Cet article est partiellement ou en totalité issu de l’article de Wikipédia en anglais intitulé « Crown attorney » (voir la liste des auteurs).